# Der Schmied und der Teufel
Der Schmied und der Teufel (Originalschreibweise: Der Schmidt und der Teufel) ist ein Märchen (ATU 330). Es stand in den Kinder- und Hausmärchen der Brüder Grimm nur in der Erstauflage von 1812 an Stelle 81 (KHM 81a). Varianten der Geschichte finden sich auch in anderen Sprachen, sodass einige Forscher sie auf die Proto-Indoeuropäer zurück führen.

## Inhalt
Als ein lebhafter und streitbarer Schmied pleite ist und sich im Wald aufhängen möchte, bietet ihm der Teufel endlosen Reichtum an. Im Gegenzug solle der Schmied nach zehn Jahren dem Teufel gehören. Der Schmied nimmt an und erhält vom Teufel zusätzlich einen Sack, aus dem niemand entkommt. 
Als der Teufel den Schmied nach zehn Jahren abholen möchte, verlangt dieser, dass sich der Teufel – als Identitätsbeweis wie beim ersten Treffen – zunächst in eine Tanne und dann in eine Maus verwandle. Der Schmied steckt die Maus in den Sack und prügelt solange auf den verwandelten Teufel ein, bis er der Aufhebung des geschlossenen Paktes zustimmt.
Nunmehr lebt der Schmied unbehelligt, und als er eines natürlichen Todes stirbt, lässt er sich einen Hammer und zwei Nägel mit in den Sarg legen. 
Als ihm weder in den Himmel noch in die Hölle Einlass gewährt wird, lärmt er, bis zwei Teufelchen aus der Hölle herausschauen. Diese nagelt er mit den Nägeln am Tor fest. Daraufhin bewirkt der Teufel, dass der Schmied in den Himmel eingelassen wird.

## Herkunft
Die Brüder Grimm hörten das Schwankmärchen am 1. Dezember 1812 von Marie Hassenpflug in Kassel. Es wurde ab der Zweitauflage durch Bruder Lustig als Nr. 81 ersetzt und blieb neben vielen weiteren Varianten im Anmerkungstext zu Nr. 82 De Spielhansl erhalten. Beide sind thematisch ähnlich. Zur Überlistung des Teufels durch Groß- und Kleinmachen vgl. auch Nr. 99 Der Geist im Glas.